# 巴胡瓦
巴胡瓦（Bahuwa），是印度北方邦Fatehpur县的一个城镇。总人口9312（2001年）。

## 人口
该地2001年总人口9312人，其中男性4955人，女性4357人；0—6岁人口1407人，其中男739人，女668人；识字率53.11%，其中男性为62.02%，女性为42.99%。